# Brasiloppia flechtmanni
Brasiloppia flechtmanni är en kvalsterart som beskrevs av Pérez-Íñigo och Baggio 1986. Brasiloppia flechtmanni ingår i släktet Brasiloppia och familjen Teratoppiidae. Inga underarter finns listade.